# Over the Top
Over the Top (Brasil: Falcão - O Campeão dos Campeões / Portugal: O Lutador) é um filme de estrada dos gêneros ação e drama de 1987 estrelado por Sylvester Stallone. Foi produzido e dirigido por Menahem Golan, enquanto seu roteiro foi escrito por Stirling Silliphant e Stallone. A música original foi composta por Giorgio Moroder. O personagem principal, interpretado por Stallone, é um motorista de caminhão, que tenta reconquistar seu filho alienado pelo avó materno ao tornar-se um campeão de luta de braço.

## Sinopse
Lincoln Hawk "Falcão" é um caminhoneiro solitário que ganha a vida fazendo entregas pelo Estados Unidos da América em seu velho caminhão. Falcão abandonou sua família por sua relação conturbada com seu sogro, Jason Cutler, mas sempre manteve contato via cartas com a sua esposa Christina.
Anos depois, após receber notícias de que Christina estava com uma doença terminal, e a pedido dela, Falcão tem o difícil dever de conquistar a confiança e o amor de seu filho, que abandonou ainda pequeno.
Em uma viagem de três dias para Las Vegas, Falcão aos poucos cativa o filho, que viveu mimado e tratado pelo avô com muita condescendência. Durante a viagem Hawk participa de uma partida amadora de queda de braço em um restaurante durante uma parada na estrada.
Chegando a Las Vegas, onde competiria no Campeonato Mundial de Queda de Braço, Falcão vende seu caminhão para investir o dinheiro em uma aposta nele mesmo. Depois de muito esforço para chegar até a final, Lincoln tem o difícil trabalho de ganhar do pentacampeão consecutivo Bull Harley, e ganhar o prêmio do torneio, um caminhão novo, que era seu maior objetivo na competição. Assim, Falcão pensa em poder viver com seu filho e poder sustentá-lo.

## Elenco
- Sylvester Stallone – Lincoln Hawk "Falcão"
- Robert Loggia – Jason Cutler
- Susan Blakely – Christina Hawk
- Rick Zumwalt – Bob "Bull" Hurley
- David Mendenhall – Michael Hawk
- Chris McCarty – Tim Salanger
- Terry Funk – Ruker
- Bruce Way – John Grizzly
- Jimmy Keegan – Richie
- Greg 'Magic' Schwartz – Smasher
- Allan Graf – Collins
- John Braden – Col. Davis
- Randy Raney – Mad Dog Madison
- Paolo Casella – Carl Adams
- Brian Webb – The Baby
- Jack Wright – Big Bill Larson
- Sam Scarber – Harry Bosco
- Michael Fox – Jim Olson
- Larry Caruso – Homem com boné de beisebol em Bar (sem créditos)
- Rapinder Dhanoya – Indiano no braço de ferro

Multi-campeão mundial de wrestling braço e futuro lutador profissional, Scott Norton, também faz uma aparição junto com outros lutadores de braço profissionais, tais como Allen Fisher, Cleve Dean e Andrew "Cobra" Rhodes (como o árbitro do jogo final). Profissional do braço de ferro, John Brzenk também faz uma aparição.

## Produção
As cenas na Academia Militar, retratadas como sendo ambientadas no Colorado, foram filmadas em Pomona College, em Claremont, Califórnia, durante o início do verão de 1986, entre 9 de junho e agosto. A mansão Kirkeby, em 750 Bel Air Road, Los Angeles (também a casa da família Clampett na comédia The Beverly Hillbillies na CBS), foi usada para retratar a propriedade Cutler.
O caminhão utilizado no filme é um AutoCar A64 B ano 1965, e o caminhão que Lincoln Hawk ganha no Campeonato Mundial de Quebra de Braço é um White WIM 64T ano 1987.
Sylvester Stallone recebeu US$ 12 milhões para estrelar Over the Top.

## Trilha sonora
O álbum da trilha sonora foi lançada em 1987 para coincidir com o lançamento do filme. Ele contém músicas de Frank Stallone, Kenny Loggins (quem interpreta o tema sonoro do filme, "Meet Me Half Way"), Eddie Money, e Sammy Hagar. John Wetton, vocalista do grupo de rock Asia, cantou "Winner Takes It All" para o filme, mas depois de executar a música, sentiu-se que sua voz não agradou os produtores, então a música foi oferecida a Hagar, cuja versão, com um solo de guitarra baixo do então colega de banda de Hagar Edward Van Halen, acabou sendo o único na trilha sonora. Asia é creditado para a faixa "Gypsy Soul", mas Wetton é o único membro da Asia que realmente contribuiu para a música.

### Faixas
- Winner Takes It All - Sammy Hagar
- In This Country - Robin Zander
- Take It Higher - Larry Greene
- All I Need Is You - Big Trouble
- Bad Nite - Frank Stallone
- Meet Me Half Way - Kenny Loggins
- Gypsy Soul - Asia
- The Fight [Instrumental] - Giorgio Moroder
- Mind Over Matter - Larry Greene
- I Will Be Strong - Eddie Money
- Gravadora: CBS Records

Stallone aparece no vídeo de "Winner Takes It All", lutando com Hagar no final do vídeo. Hagar diz em seu comentário de vídeo no DVD The Long Road to Cabo que ele não era louco por música. Hagar diz que Stallone deu-lhe o boné preto no final das filmagens, ambos assinados, e o boné foi para caridade, vendido em torno de US$10.000.

## Recepção

### Bilheteria
Over the Top foi lançado amplamente pela Warner Bros. nos Estados Unidos em 13 de fevereiro de 1987, ficando em cartaz em 1.758 cinemas, arrecadando US$ 5,1 milhões no fim de semana pré-Dia dos Presidentes, terminando em quarto lugar. No total, o filme arrecadou um pouco mais de US$ 16 milhões nos Estados Unidos e Canadá.

### Crítica
No Rotten Tomatoes, o filme tem um índice de aprovação de 32% com base em 31 críticas, com nota média de 4,7/10; o consenso do site afirma: "Um filme sobre um motorista de caminhão que disputa uma queda de braço lutando pela custódia de seu filho, Over the Top faz jus ao seu título da maneira mais cafona". No Metacritic, o filme tem uma pontuação 40/100 com base nas análises de 12 críticos, indicando "avaliações mistas ou médias". O público pesquisado pelo CinemaScore deu ao filme uma nota média "B+" em uma escala que varia de A+ a F.
A revista Variety chamou o filme de "feito rotineiramente em todos os aspectos". O crítico de cinema Janet Maslin do jornal The New York Times chamou o filme de "confuso" e criticou sua quantidade de publicidades indiretas. Rita Kempley, do The Washington Post, escreveu que o filme não faz jus aos filmes da série Rocky de Stallone e é "virtualmente um vídeoclipe em longa-metragem" por causa de todas de suas canções de rock.
O filme recebeu três indicações na oitava cerimônia do Framboesa de Ouro em 1988; David Mendenhall ganhou duas estatuetas: Pior Ator Coadjuvante e Pior Nova Estrela, enquanto Sylvester Stallone foi indicado a Pior Ator, mas perdeu para Bill Cosby de Leonard Part 6. Stallone disse mais tarde sobre o filme: "Eu o teria tornado menos brilhante e ambientado mais em um ambiente urbano, por exemplo. Em seguida, eu não teria usado um fluxo interminável de canções de rock, mas uma trilha sonora em vez disso, e provavelmente teria tornado a atração mais ameaçadora em Las Vegas".

## Na cultura popular
- A série Regular Show do Cartoon Network usou "Over the Top" como um título para um episódio de sua terceira temporada. Assim como o filme, o episódio proeminentemente tem queda de braço.
- O SBT usou a música The Fight, da trilha sonora do filme, na vinheta de abertura e encerramento da sua programação diária entre 1987 e 1996. E a Rede Globo de São Paulo chegou a utilizar a mesma música como trilha da abertura da programação entre 1992 e 1993.